# Vanity Fair

Обкладинка у 2014

«Ве́неті Фейр» (амер.), або «Ва́ниті Фейр» (брит.) (англ. Vanity Fair, укр. «Ярмарок марнославства») — американський журнал, присвячений політиці, моді та іншим аспектам масової культури. Видається компанією «Конде Наст» (Condé Nast Publications).

## Історія
Журнал з'явився в 1913 році, коли Конде Наст придбав чоловічий модний журнал англ. Dress, дос. «Костюм» і перейменував його у Dress and Vanity Fair («Костюм і ярмарок марнославства»). У тому ж році під цією назвою були опубліковані перші чотири номери. Після короткого періоду неактивності, журнал почав випускатися вже як Vanity Fair. Він завоював широку популярність під керівництвом Френка Кроніншилда. У 1919 році увійшов до складу редакції Роберт Бенчлі, який найняв майбутнього драматурга Роберта Шервуда. Кроніншилд залучив до роботи над журналом найкращих письменників свого часу: Олдоса Гакслі, Томаса Еліота, Ференца Мольнара, Ґертруду Стайн, Вільяма Сибрука, Джуну Барнс.
До 1915 року на сторінках Vanity Fair публікувалося більше реклами, ніж на сторінках будь-якого іншого журналу США. Однак Велика депресія призвела до падіння рекламних пропозицій, незважаючи на той факт, що тиражі досягли критичної величини — 90 тис. примірників. У 1935 році Конде Наст оголосив, що Vanity Fair припиняє існування і об'єднується з Vogue.
У червні 1981 року було заявлено, що компанія Condé Nast Publications відновлює публікацію журналу. Перший номер з'явився у лютому 1983 року. Його редактором став Річард Лок з The New York Times Book Review.